# Nazionale maschile di rugby a 15 dell'Ungheria
La nazionale di rugby a XV dell'Ungheria rappresenta il proprio paese nelle competizioni di rugby internazionali.
Non ha mai partecipato alla coppa del mondo, ma partecipa regolarmente al Campionato europeo per Nazioni di rugby, dove è attualmente inserita nella 2ª divisione poule C.